# Malena Ratner
Malena Ratner (15 november 1995), is een Argentijnse actrice en danseres. Ze is vooral bekend om haar rol als Delfina Alzamendi in de Disney Channel serie Soy Luna.

## Carrière
Ratner begon haar carrière in 2014 als figurant in Violetta. Ook heeft ze meerdere malen als achtergronds danseres gedanst voor Demi Lovato. Juni 2015 heeft Disney bekend gemaakt dat ze de rol van Delfi zou spelen in de nieuwe Disney Channel serie Soy Luna.